# Le grandi storie della fantascienza 13
Le grandi storie della fantascienza 13 (titolo originale Isaac Asimov Presents the Great SF Stories 13 (1951)) è un'antologia di racconti di fantascienza raccolti e commentati da Isaac Asimov e Martin H. Greenberg. Fa parte della serie Le grandi storie della fantascienza e comprende racconti pubblicati nel 1951.
È stata pubblicata nel 1985 e tradotta in italiano l'anno successivo.

## Racconti
- Null-P (Null-P), di William Tenn
- La Sentinella (The Sentinel), di Arthur C. Clarke
- Le sfere di fuoco (The Fire Balloons), di Ray Bradbury
- Gli idioti in marcia (The Marching Morons), di Cyril M. Kornbluth
- L'arma (The Weapon), di Fredric Brown
- Uovo d'angelo (Angel's Egg), di Edgar Pangborn
- Ceppo, uomo (Breeds There a Man...?), di Isaac Asimov
- Le immagini non mentono (Pictures Don't Lies), di Katherine MacLean
- Superiorità (Superiority), di Arthur C. Clarke
- Ho paura (I'm Scared), di Jack Finney
- La cerca di Sant'Aquino (The Quest for St. Aquin), di Anthony Boucher
- Tigre per la coda (Tiger By the Tail), di Alan E. Nourse
- Con queste mani (With These Hands), di Cyril M. Kornbluth
- Un secchio d'aria (A Pail of Air), di Fritz Leiber
- Il rullo delle dune (Dune Roller), di Julian May

## Edizioni
- Isaac Asimov Presents The Great SF Stories 13 (1951), DAW Books, 1985.
- Le grandi storie della fantascienza 13 (1951), traduzione di Giampaolo Cossato e Sandro Sandrelli, SIAD Edizioni, 1986.
- Le grandi storie della fantascienza 13, traduzione di Giampaolo Cossato e Sandro Sandrelli, Bompiani, 1994, ISBN 88-452-2423-6.
- Le grandi storie della fantascienza 13, traduzione di Gian Paolo Cossato e Sandro Sandrelli, Tascabili Bompiani 1094 - Best seller, Bompiani, 2009, ISBN 978-88-452-6265-4.